# Kamil Warchoł
Kamil Warchoł (ur. 15 sierpnia 2009) – polski szachista, mistrz FIDE od 2022 roku.

## Kariera szachowa
Udział w zawodach szachowych zaczął od startu w indywidualnych mistrzostwach Polski juniorów w 2017 w Szczyrku, gdzie zajął 2. miejsce. Dwukrotnie reprezentował Polskę na mistrzostwach Europy juniorów, uzyskując najlepszy wynik w 2019 w Bratysławie (17. m. na MŚJ w kategorii do 10 lat). Był trzykrotnym medalistą mistrzostw Polski juniorów w szachach szybkich (w tym jednorazowo mistrzem Polski: Suchedniów	2016 – do 7 lat) oraz trzykrotnym medalistą mistrzostw Polski juniorów w szachach błyskawicznych. W 2021 reprezentował Polskę na drużynowych mistrzostwach Polski juniorów w Lublinie, gdzie zdobył wraz z drużyną srebrny medal, rok później powtórzył ten wynik wraz z drużyną, a w 2023 roku polska drużyna zdobyła brązowy medal. Dwukrotnie zwyciężał w turniejach w Pradze: 2021 i 2022 –  (Prague International Chess Festival – Futures).
Najwyższy ranking w dotychczasowej karierze osiągnął 1 sierpnia 2022, z wynikiem 2200 punktów.

## Osiągnięcia
Indywidualne mistrzostwa Europy juniorów:
- Ryga 2018 – XIX m.[5]
- Bratysława 2019 – XVII m.[5]

Indywidualne mistrzostwa Polski juniorów:
- Szczyrk 2017 – srebrny medal[4]
- Chrusty 2018 – IV m.[10]
- Szklarska Poręba 2019 – VIII m.[11]
- Uniejów 2021 – VIII m.[12]
- Serwy 2022 – VIII m.[13]

Drużynowe mistrzostwa Polski juniorów:
- Lublin 2021 – srebrny medal[6]
- Lublin 2022 – srebrny medal[7]
- Lublin 2023 – brązowy medal[8]

Wybrane sukcesy w innych turniejach:
- 2021 – dz. I m. w Pradze (Prague International Chess Festival – Futures)[1]
- 2022  – I m. w Pradze (Prague International Chess Festival – Futures)[1]